# مارسيل كافينبيرجير
مارسيل كافينبيرجير (بالألمانية: Marcel Kaffenberger)‏ (12 مارس 1994 بفرانكفورت في ألمانيا - ) هو لاعب كرة قدم ألماني في مركز الوسط. لعب مع إف إس في فرانكفورت وكيمنتزر وفرانكفورت 2 ‏.

## روابط خارجية
- مارسيل كافينبيرجير على موقع قاعدة بيانات كرة القدم.إي يو (الإنجليزية)
- مارسيل كافينبيرجير على موقع Soccerway.com (الإنجليزية)
- مارسيل كافينبيرجير على موقع عالم كرة القدم.نت (الإنجليزية)